# Kuraś
Kuraś, polskie nazwisko, na początku lat 90. XX wieku Polskę zamieszkiwało 1830.
Osoby noszące nazwisko Kuraś:
- Bartłomiej Kuraś – polski dziennikarz
- Czesława Kuraś-Bochyńska – polska działaczka kombatancka
- Ferdynand Kuraś – polski poeta
- Irena Sułkowska-Kuraś – polski historyk
- Ireneusz Kuraś – polski kulturysta
- Jan Kuraś – polski żołnierz
- Józef Kuraś – polski partyzant
- Kazimierz Kuraś – polski polityk
- Robert Kuraś – polski aktor
- Stanisław Kuraś – polski historyk
- Władysław Kuraś – polski piłkarz

## Inne
- Leon Kuraś – postać fikcyjna